# هوكي الميدان في الألعاب الأولمبية الصيفية 2020 - سيدات تصفيات
اثنا عشر فريقا للسيدات تأهلوا لمنافسات هوكي الحقل في الألعاب الأولمبية الصيفية 2020 (التي تم تأجيلها إلى 2021 بسبب جائحة COVID-19). تلقى كل بطل قاري من خمسة اتحادات مقعدا تلقائيا. تأهلت اليابان كدولة مضيفة تلقائيا. بالإضافة إلى ذلك، سيتم تحديد الدول الست المتبقية من خلال حدث التأهل الأولمبي. لأن اليابان هي الدولة المضيفة وكما أنها الفائزة بلقب دورة الألعاب الآسيوية، تمت إضافة مقعد سابع إلى حدث التأهل الأولمبي.

## الجدول
| الحدث                             | التواريخ                  | الموقع(المواقع) | الحصة | التصفيات                                                             |
| --------------------------------- | ------------------------- | --------------- | ----- | -------------------------------------------------------------------- |
| البلد المضيف                      | —                         | —               | 1     | اليابان                                                              |
| دورة الألعاب الآسيوية 2018        | 19 أغسطس – 1 سبتمبر 2018  | جاكرتا          | –     | –1                                                                   |
| ألعاب عموم أمريكا 2019            | 29 يوليو – 9 أغسطس 2019   | ليما            | 1     | الأرجنتين                                                            |
| التصفيات الأولمبية الأفريقية 2019 | 12-18 أغسطس 2019          | ستيلينبوش       | 1     | جنوب إفريقيا                                                         |
| بطولة يوروهوكي 2019               | 17-25 أغسطس 2019          | أنتويرب         | 1     | هولندا                                                               |
| كأس أوقيانوسيا 2019               | 5-8 سبتمبر 2019           | روكهامبتون      | 1     | نيوزيلندا                                                            |
| التصفيات الأولمبية 2019 FIH       | 25 أكتوبر – 3 نوفمبر 2019 | مختلف           | 7     | أستراليا الصين ألمانيا بريطانيا العظمى الهند جمهورية أيرلندا إسبانيا |
| المجموع                           | المجموع                   | المجموع         | 12    |                                                                      |

^1 – اليابان تأهلت بصفتها البلد المضيف وكبطل لبطولة الاتحاد الآسيوي، لذلك تمت إضافة هذه الحصة إلى تصفيات FIH الأولمبية بدلاً من الذهاب إلى وصيف البطولة.

## أحداث التصفيات الأولمبية
في الأصل ، كان من المقرر أن يشارك اثنا عشر فريقًا في التصفيات الأولمبية. كان من المقرر أن تقسم هذه الفرق إلى ستة أزواج ؛ يلعب كل زوج سلسلة من النتائج الإجمالية التي تتكون من مبارتين. تأهل الفائز من كل سلسلة للأولمبياد. عندما فازت اليابان بدورة الألعاب الآسيوية 2018 (وبالتالي تأهلت مرتين ، مرة كمضيفة ومرة واحدة كأبطال آسيا) ، كان هناك 14 فريقًا ، سبعة منهم تأهل. 